# 幾何平均
幾何平均（きかへいきん、英: geometric mean）または相乗平均（そうじょうへいきん）とは数学における広義の平均の一つである。多くの人が平均と聞いて思い浮かべる算術平均と似ているが、値の総和を n個で割るのでなく、値の総乗の n乗根を取る点が異なる。
相乗平均の対数は、値の対数の算術平均に等しくなる。
p一般化平均（p は実数）（一般化平均については平均#一般化平均 2を参照）で p → 0 のときの極限は相乗平均に等しくなる。

## 定義と例
数の集合またはデータ {\displaystyle a_{1},a_{2},\cdots ,a_{n}} の幾何平均は次の式で定義される：
{\displaystyle \left(\textstyle \prod \limits _{i=1}^{n}a_{i}\right)^{\frac {1}{n}}={\sqrt[{n}]{a_{1}a_{2}\dotsb a_{n}{\vphantom {A}}}}}
例えば、2, 8 の幾何平均は {\displaystyle {\sqrt {2\times 8}}=4} となる。3数 4, 1, 1/32 の幾何平均は {\displaystyle {\sqrt[{3}]{4\times 1\times {\frac {1}{32}}}}={\frac {1}{2}}} となる。
幾何平均は幾何学的に説明することもできる。2数 a, b の幾何平均は、縦横の長さが a, b の長方形と同じ面積の正方形の1辺の長さに等しい。同様に 3数 a, b, c の幾何平均は、それらで張られる直方体と同じ体積の立方体の1辺の長さに等しい。
幾何平均は正の数のみしか扱えない。互いにかけ合わせることが多い値や指数関数的性質のある値に使うことが多く、例えば人口の成長に関するデータや財政投資の利率などに使われる。

## 性質
幾何平均は「ピタゴラス平均 (en)」と呼ばれる3つの古典的な平均の一つでもある（他は算術平均と調和平均）。異なる値を含む正の数からなる集合またはデータにおいて、調和平均、幾何平均、算術平均の順に小さくなる。
算術平均と幾何平均を混合した算術幾何平均というものがあり、常に算術平均と幾何平均の中間の値となる。2つの数列 (an), (hn) を、連立漸化式
{\displaystyle a_{n+1}={\frac {a_{n}+h_{n}}{2}},\quad a_{0}=x}
{\displaystyle h_{n+1}={\frac {2}{{\frac {1}{a_{n}}}+{\frac {1}{h_{n}}}}},\quad h_{0}=y}
で定義するとき、幾何平均は算術調和平均となり、an, hn はいずれも x, y の幾何平均に収束する。
これは2つの数列が同じ極限に収束するという事実（ボルツァーノ＝ワイエルシュトラスの定理）と幾何平均が常に同じという事実から容易に分かる。
{\displaystyle {\sqrt {a_{i}h_{i}}}={\sqrt {\frac {a_{i}+h_{i}}{(a_{i}+h_{i})/h_{i}a_{i}}}}={\sqrt {\frac {a_{i}+h_{i}}{1/a_{i}+1/h_{i}}}}={\sqrt {a_{i+1}h_{i+1}}}}

### 対数の算術平均との関係
対数の性質を使って式を変形させると、乗算を加算で表すことができ、べき乗を乗算で表せる。
{\displaystyle \left(\textstyle \prod \limits _{i=1}^{n}a_{i}\right)^{\frac {1}{n}}=\exp \left[{\frac {1}{n}}\textstyle \sum \limits _{i=1}^{n}\ln a_{i}\right]}
これを log-average（対数平均、logarithmic mean と混同しないこと）とも呼ぶ。数の集合またはデータの値 {\displaystyle a_{i}} を対数に変換して算術平均を求め、指数関数を適用して元の数値の幾何平均を得る。これはすなわち、f(x) = log x とした一般化平均に他ならない。例えば、2, 8 の幾何平均は次のように計算できる。
{\displaystyle b^{\left(\log _{b}(2)+\log _{b}(8)\right)/2}=4}
ここで b は対数の底であり、どんな値でもよい（通常は 2, e, 10 のいずれかを使う）。

### 算術平均と平均保存的拡散との関係
それぞれ異なる値の数値群に平均保存的拡散を施したとき、幾何平均は常に小さくなる。

### 一定間隔での計算
何らかの量の平均成長率を求めるのに幾何平均を使う場合、初期値 {\displaystyle a_{0}} と最新の値 {\displaystyle a_{n}} が既知であれば、途中の値を使わずに最新の成長率の幾何平均を次の式で求められる。
{\displaystyle \left({\frac {a_{n}}{a_{0}}}\right)^{\frac {1}{n}}}
ここで {\displaystyle n} は初期値から最新状態までのステップ数である。
集合またはデータを {\displaystyle a_{0},\cdots ,a_{n}} とし、{\displaystyle a_{k}} と {\displaystyle a_{k+1}} の間の成長率を {\displaystyle {\frac {a_{k+1}}{a_{k}}}} とする。すると、成長率の幾何平均は次のようになる。
{\displaystyle \left({\frac {a_{1}}{a_{0}}}{\frac {a_{2}}{a_{1}}}\cdots {\frac {a_{n}}{a_{n-1}}}\right)^{\frac {1}{n}}=\left({\frac {a_{n}}{a_{0}}}\right)^{\frac {1}{n}}}

## 用途

### 成長率
成長率を表す場合、指数関数的成長（成長率が一定の場合）でもそうでなくても、算術平均より幾何平均の方が適している。ビジネス分野においてはこれを年平均成長率 (CAGR) と呼ぶ。ある期間の成長率の幾何平均は、その期間で一定の割合で成長して同じ成長を達成する場合の成長率である。
あるオレンジの木からある年に100個のオレンジを収穫でき、その後180個、210個、300個と毎年推移したとすると、各年ごとの成長率は順に 80%、16.7%、42.9%となる。成長率の算術平均を求める（80% + 16.7% + 42.9% を3で割る）と、平均成長率は 46.5% となる。しかし、初年に100個のオレンジがとれ、その後毎年 46.5% ずつ成長したとすると、最終年では314個となり、300にはならない。つまり、成長率を単純に算術平均すると平均成長率を大きく見積もってしまう。
その代わりとして幾何平均を使うことができる。成長率 80% は1.80倍を意味する。そこで 1.80、1.167、1.429 の幾何平均をとると {\displaystyle {\sqrt[{3}]{1.80\times 1.167\times 1.429}}=1.443} となり、平均成長率は 44.3% となる。初年を100として、その後毎年 44.3% ずつ成長したとすると、最終年には300となる。

### 社会科学での応用
社会的統計を計算する場合、幾何平均を使うことは少なかったが、国際連合の人間開発指数は2010年から幾何平均を使って求めるようになった。これは、その統計量の性質をよりよく反映するためとされている。

幾何平均は（比較されている）次元間の代用可能性のレベルを低くし、同時に出生時平均余命の1%の低下が人間開発指数に教育や収入の1%の低下と同じ影響を与えることを保証する。従って達成度の比較の基礎としてはこちらの方が単純平均よりも次元を横断した本質的差異をよく表しているといえる。

### アスペクト比

Kerns Powers がSMPTEの16:9規格を提案した際に示した同一面積の様々なアスペクト比。従来のテレビの 4:3/1.33 は赤、1.66 はオレンジ、16:9/1.77̅ は青、1.85 は黄色、パナビジョン/2.2 は藤色、CinemaScope/2.35 は紫

幾何平均は映画やビデオの妥協的画面アスペクト比の策定に使われてきた。2つのアスペクト比があるときそれらの幾何平均をとれば、両者を同程度に歪めるか切り取るかした妥協的アスペクト比を提供する。具体的には、面積が等しくアスペクト比が異なる領域を中心を揃えて辺が平行になるように重ねると、それらが重なった領域が両者の幾何平均のアスペクト比と等しくなる。また、両者を全部含む最小の長方形の領域も幾何平均と同じアスペクト比になる。
SMPTEは16:9というアスペクト比を選ぶにあたって、2.35:1（スコープ・サイズの映画）と4:3（従来のテレビ）の幾何平均をとって {\displaystyle {\sqrt {2.35\times {\frac {4}{3}}}}=1.7{\overline {7}}} とし、16:9 = 1.777... を選択した。これは Kerns Powers が経験的に到達したもので、彼は主なアスペクト比にあわせて面積の等しい長方形を作って比較した。それらの中心を合わせて重ねると、全体を包含する長方形のアスペクト比が 1.77:1 となることを発見し、同時に全ての長方形が重なっている領域も同じく 1.77:1 というアスペクト比になることを発見した。Powers が発見した値はまさしく 4:3 (1.33:1) と 2.35:1 の幾何平均であり、16:9 (1.78:1) に非常に近い。Powers はその2つ以外のアスペクト比も考慮したが、幾何平均に関わっているのは最も極端な形状の2つのみである。
この幾何平均の技法を 16:9 と 4:3 に適用するとおおよそ 14:9 (1.555…) のアスペクト比が得られ、同様に妥協案的アスペクト比として使われている。この場合、14:9 は実は 16:9 と 4:3 の算術平均であり（4:3 = 12:9 であり、16 と 12 の算術平均は14）、正確な幾何平均は {\displaystyle {\sqrt {{\frac {16}{9}}\times {\frac {4}{3}}}}\approx 1.5396\approx 13.8:9} だが、算術平均も幾何平均も十分近い値でおおよそ等しいと見なせる。

### スペクトル平坦性
信号処理におけるスペクトル平坦性はそのスペクトルの平坦さの度合いを表すもので、スペクトル密度の幾何平均と算術平均の比で定義されている。

### 幾何学

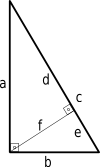
f は d, e の幾何平均となっている

直角三角形の斜辺を底辺としたときの高さは、直角な角から斜辺に描いた垂線で斜辺を分割したときのそれぞれの線分の幾何平均に等しい。
楕円において短半径は焦点から楕円の周上の点との距離の最大値と最小値の幾何平均である。一方、長半径は中心点といずれかの焦点との距離と中心点と準線との距離の幾何平均である。